# Astragalus serenoi
Astragalus serenoi là một loài thực vật có hoa trong họ Đậu. Loài này được (Kuntze) E.Sheld. miêu tả khoa học đầu tiên.